# 六四事件二十週年
2009年為五四運動九十周年和六四事件二十週年。從1989年到2009年，香港市民支援愛國民主運動聯合會（支聯會）堅持20年風雨無間舉行維園六四燭光晚會。支聯會在二十週年定出「毋忘六四．繼承英烈志，薪火相傳．接好民主棒」作為晚會主題。

## 香港

### 重大事件

#### 報章紀念特輯
4月15日，香港蘋果日報開始六四二十週年特輯的連載，先後披露了一直未有公開過的黃雀行動細節及當年親身經歷者的訪問等。

### 「六四後」年青人缺乏歷史認知的問題
4月7日，香港大學學生會會長陳一諤在校內六四論壇發言，發表「只是有些問題」、「柴玲是走佬學生領袖」的言論，被批評為無知及意圖淡化事件，為中國政府的鎮壓行為開脫，引起社會爭議。港大學生陳巧文在校內發起罷免公投，結果以1592票贊成，949票反對，通過罷免陳一諤。他是歷來首位被罷免的港大學生會會長。
5月23日在中學生聯盟主辦的六四座談會上，有學生發言指當年北京學生受外國利用要推翻中共，又稱深信當年屠城是因學生先襲擊軍車、軍人，要引起內戰，言論引來全場嘩然。 
事件引起社會關注這一代沒經歷過六四的年青人缺乏對這段歷史的認識，揭示出中學歷史教科書避重就輕、缺乏詳細資料的問題。

#### 趙紫陽回憶錄出版
2009年5月，由前中共中央總書記趙紫陽30小時口述錄音整理而成的回憶錄「改革歷程」(Prisoner of the State)出版。此書是趙紫陽在被軟禁其間，由1992年開始在友人幫助下，用錄音方式記錄下其有關思想。錄音帶一共有38盒，後被秘密帶出境，由趙紫陽前秘書鮑彤的兒子鮑樸及妻子繙譯成書。全書共分六章，分別談及六四大屠殺、軟禁生涯、中國的經濟發展之路和政治改革、中共政治局的鬥爭及自己被迫下台的過程。

#### 曾蔭權「代表香港人意見」言論
5月14日香港特別行政區行政長官曾蔭權在立法會的答問大會上就議員提問是否仍支持平反六四時表示，他明白港人對六四的感受及看法，事件發生之後，國家發展有驕人成就，為香港帶來繁榮穩定，相信香港人對國家的發展有客觀的評價。 在議員追問下他聲稱香港人的意見會影響到他，他感覺到香港人有這樣的想法，所以他衹是代表香港人的意見。 言論引起社會強烈反彈，認為曾蔭權並不能代表香港人的意見，及後曾蔭權為此澄清及致歉，承認自己用詞有問題。

#### 香港立法會「平反六四」動議
5月27日香港立法會就支持平反六四動議作討論及投票，加入修訂案包括: 「追究鎮壓責任、釋放政治犯、結束一黨專政」、「將六四加入中學歷史課程」、「要求中央政府認同《零八憲章》」及「譴責特首曾蔭權六四言論」，原議案及修訂案最後無法得到功能組別通過，所以全部被否決。 唯討論中有一般以為親中派議員批評中國政府開槍鎮壓，並指自己不認同政府處理手法，個別親中派議員亦少見地穿上黑衣參與默哀。

### 民意調查
5月28日，香港大學民意研究計劃公佈，61%受訪市民表示支持平反六四，是1997年香港回歸之後最高比率的一次。

### 參與人數

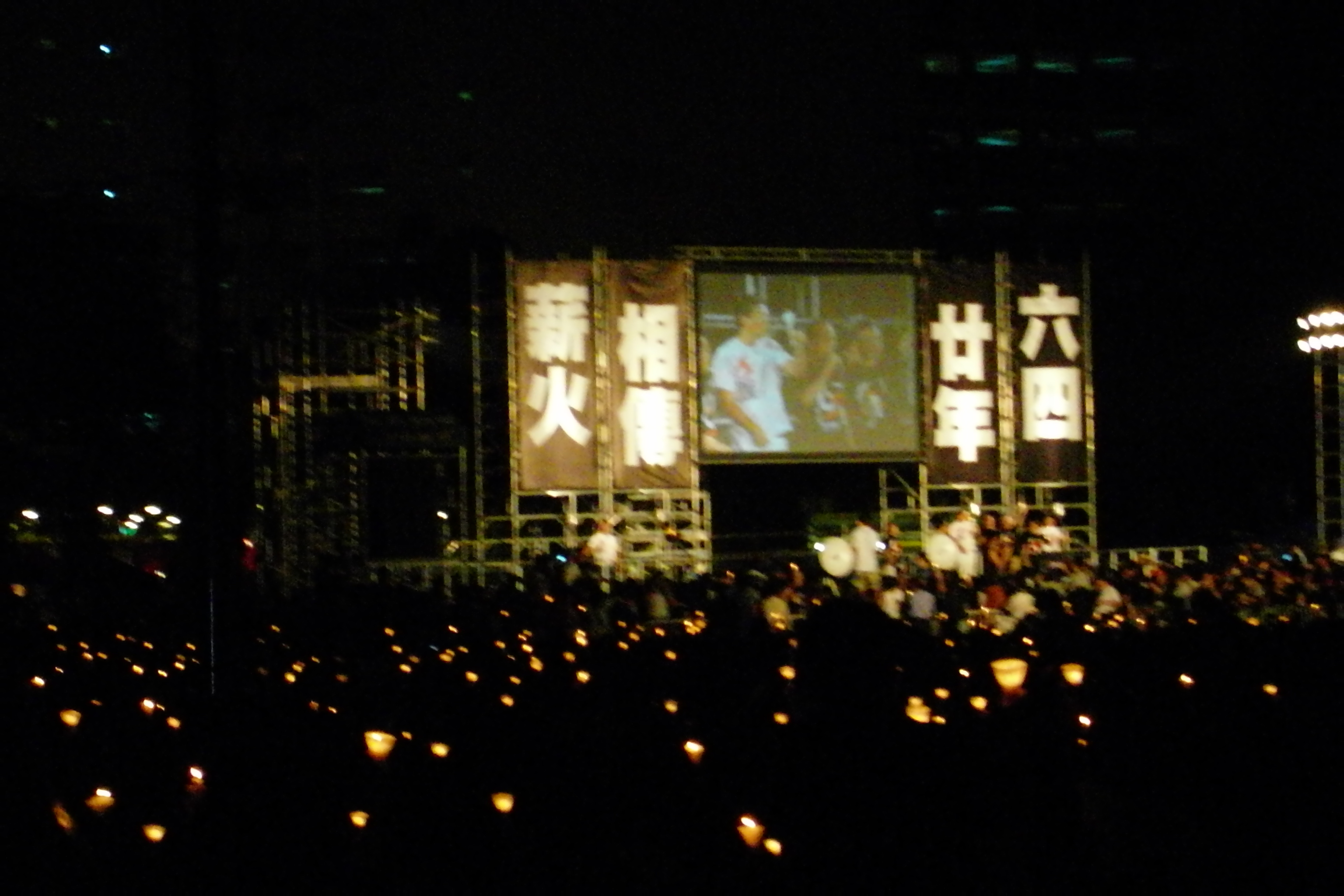
香港的燭光晚會

支聯會主席司徒華晚上宣布共有15萬人出席晚會，創了20年來的紀錄。警方則說，共有62,800人出席燭光晚會。該晚支聯會再向外公告，表示15萬的數目只計維園內的人數，但因當晚群眾太多，有大量民眾未能進入維園，因此支聯會更正參與人數為20萬。
另外，根據港大民意網站推算，參與燭光晚會的人數，應該介乎108,000至132,000人。

## 澳門

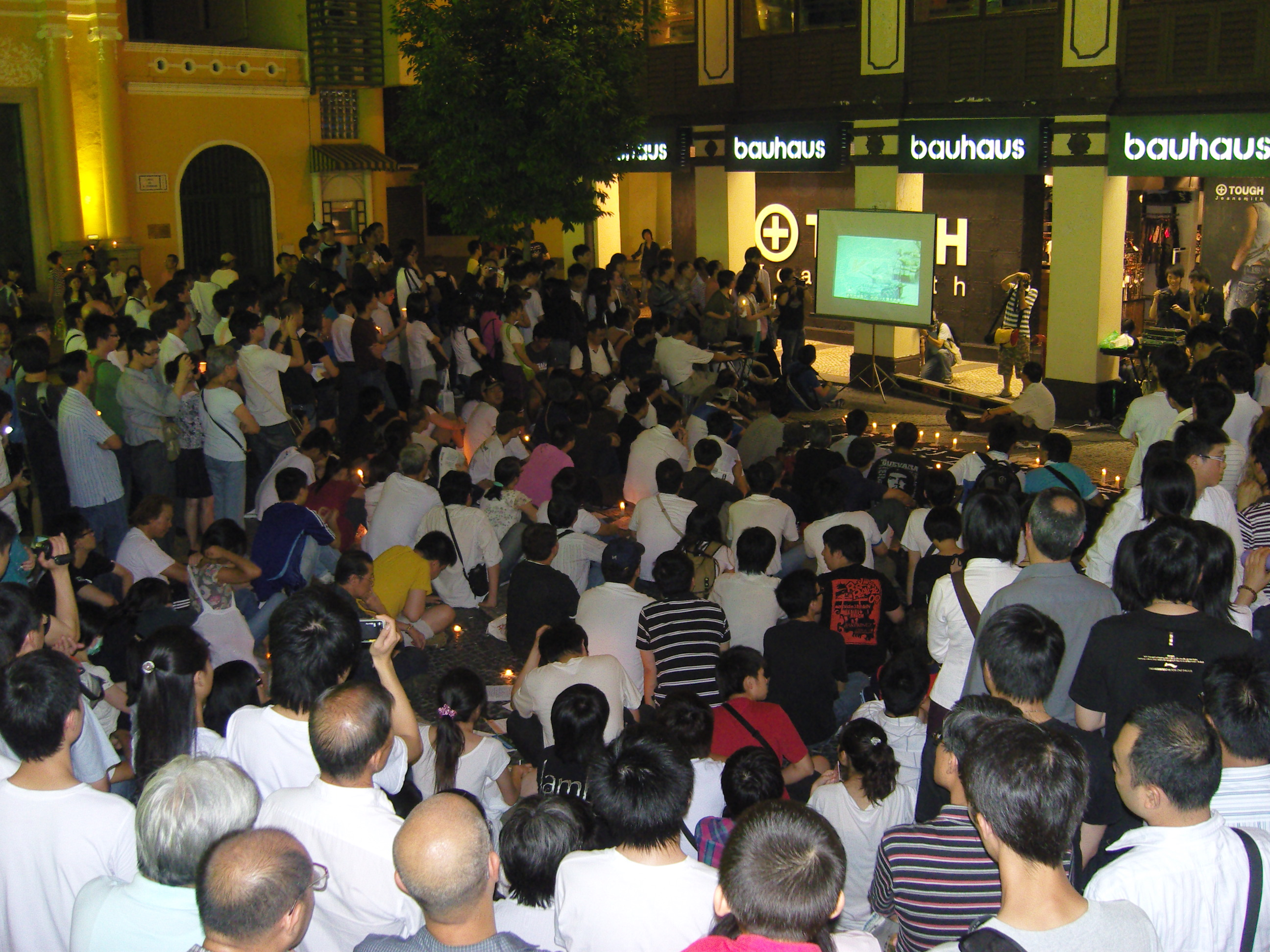
澳門的燭光晚會

澳門在玫瑰堂前地舉行一場燭光晚會，約有200人出席燭光晚會。

## 台灣
時值中華民國總統馬英九發表六四感言，表示歷史必須面對不能迴避、政府有責任檢討，又言大陸經濟改革成功，人民生活大幅改善，最近十年大陸當局比過去更注意人權議題。馬英九此發言引起自由時報社論與民主進步黨文宣部主任鄭文燦批評，並遭質疑其任職總統前後之立場不一致。民間團體「血援會」在臺北市中正紀念堂自由廣場舉辦一系列紀念活動。

## 法国
法国巴黎6月4号19点至24点，有纪念晚会，地点是在巴黎十一区《冶金工人之家》。另外，周四晚间19点至19点30，还将播出纪录片《天安门一代：1989-2009》，之后在19点30至21点，还有法国汉学家玛丽-侯志明女士主持的讨论会，主题是：六四二十周年之际，看中国民主现状。玛丽-侯芷明女士20多年来致力于支持中国异见人士，特别是对89年六四以后流亡海外的中国异见人士提供帮助，被誉为“中国异见人士之友”。她在六四20周年前夕荣获法兰西共和国荣誉勋章，授勋仪式已在两天前2009年6月2日周二在巴黎伊夫圣洛朗基金会举行。
另外，巴黎有关纪念六四二十周年的活动在6月3日既已开始。周三晚19点至21点在巴黎人权广场，有烛光晚会活动，向六四事件的死难者及仍在牢者致敬。

## 外部連結
- 香港市民支援愛國民主運動聯合會（页面存档备份，存于）
- 蘋果日報六四二十週年特輯 （页面存档备份，存于）